# Volkan Demirel
Pour les articles homonymes, voir Demirel.
Volkan Demirel, né le 27 octobre 1981 à Istanbul (Turquie), est un footballeur international turc reconverti  entraîneur. 
Volkan commence sa carrière en tant que remplaçant à Fenerbahçe puis rivalise à partir de la saison 2005-2006 avec le titulaire du poste, Rüştü. Lorsque ce dernier quitte le club, il obtient une place de titulaire et devient le gardien de la sélection turque durant une décennie. 
Il prend sa retraite sportive le 2 septembre 2019, à la fin de son contrat avec Fenerbahçe.

## Biographie

### Carrière en club
Au cours de la saison 1999-2000, il évolue à Mersinspor avant de rejoindre la saison suivante, le Kartalspor. Il y est titulaire pendant deux saisons et prend part à plus de cinquante rencontres avant d'être transféré à Fenerbahçe.
Il joue son premier match de championnat avec Fenerbahçe le 26 avril 2003 lors d'un match de championnat contre Samsunspor, son seul match pour sa première saison au club.
La saison suivante, il gagne du temps de jeu et prend part à dix-neuf rencontres toutes compétitions confondues. Il est champion de Turquie pour la première fois de sa carrière. Remplaçant de nouveau la saison d'après, il devient peu à peu titulaire à partir de la saison 2005-2006, remporte le championnat pour la seconde saison consécutif et sa première Coupe de Turquie.
Le 28 juin 2007, il prolonge son contrat de deux ans avec le Fenerbahçe après avoir été sacré champion de Turquie.
Volkan Demirel est l'un des meilleurs gardiens turcs de son époque. Titulaire à Fenerbahçe et convoqué régulièrement en équipe nationale, ce joueur est réputé pour ses bonnes performances lors des grands matchs. Il s'engage beaucoup dans les duels et n'hésite pas à jouer assez dur, il met notamment une "béquille" à Lincoln.
Lors de la saison 2010-2011, il est champion de Turquie pour la quatrième fois de sa carrière.
La saison suivante, le club atteint les demi-finale de la Ligue Europa mais il est éliminé par le Benfica Lisbonne après avoir éliminé notamment la Lazio de Rome.
Le 29 avril 2012, il s'ouvre le genou en percutant l'avant-centre Edú au début d'un match contre Beşiktaş. La blessure est relativement sévère et Volkan reçoit 9 points de suture. Malgré tout, il décide de rester sur le terrain et dispute l'intégralité de la rencontre, que Fenerbahçe remporte sur le score de 2 à 1. 
En 2014, il est champion de Turquie pour la cinquième fois de sa carrière.
Le 9 juillet 2018, Fenerbahçe annonce la prolongation du contrat de son gardien emblématique.
Le 2 septembre 2019, après la fin de son contrat, il prend sa retraite sportive et entre dans le staff de Fenerbahce.

### Carrière en sélection
Il prend part à vingt-et-une sélections en équipe de Turquie espoirs, avant d'être appelé en 2004 pour jouer avec l'équipe nationale de Turquie. En 2008, il participe à l'Euro 2008 avec son équipe nationale, et atteint la demi-finale de la compétition. 
Le 16 novembre 2014, le gardien turc crée la sensation lors du match Turquie-Kazakhstan comptant pour les éliminatoires de l'Euro 2016. Titulaire, Volkan Demirel, joueur de Fenerbahçe, se fait insulter à la Türk Telekom Arena de Galatasaray lors de l'échauffement d'avant-match. Après une tentative de dialogue qui échoue avec les "supporters", et écœuré par ces insultes, il décide alors de ne pas jouer le match, laissant le gardien remplaçant Volkan Babacan prendre sa place dans les cages. Cet acte met un terme à sa carrière internationale mais n'empêche pas son équipe de s'imposer 3 buts à 1 contre son adversaire du soir.

### Carrière d'entraîneur
Le 30 octobre, Bodrum a nommé Volkan Demirel comme nouvel entraîneur principal après le départ d'İsmet Taşdemir. Le 3 février 2025, Bodrum s'est séparé de Demirel d'un commun accord.

## Statistiques

### Statistiques d'entraîneur
| Club                | Début             | Fin         | Résultats | Résultats | Résultats | Résultats | Résultats |
| Club                | Début             | Fin         | M         | V         | N         | D         | V. %      |
| ------------------- | ----------------- | ----------- | --------- | --------- | --------- | --------- | --------- |
| Fatih Karagümrük SK | 17 décembre 2021  | 27 mai 2022 | 24        | 12        | 5         | 7         | 50,00     |
| Hatayspor           | 21 septembre 2022 | 3 mai 2024  | 5         | 3         | 0         | 2         | 60,00     |
| Total               | Total             | Total       | 29        | 15        | 5         | 9         | 51,72     |

## Palmarès

### Palmarès de joueur

#### En club
| Fenerbahçe SK - Championnat de Turquie - Champion en 2004, 2005, 2007, 2011 et 2014 - Supercoupe de Turquie - Vainqueur en 2007 (en), 2009 (en) et 2014 (en) - Coupe de Turquie - Vainqueur en 2012 et 2013 |

#### En sélection
| Turquie - Championnat d'Europe - Demi-finaliste en 2008 |

## Aspects extra-sportifs

### Vie privée
Volkan est connu en Belgique pour s'être marié avec Zeynep Sever, Miss Belgique 2009, le 21 septembre 2010. Le couple a deux filles : Yade, née le 8 février 2014 et Yeda, née le 31 août 2017,.